# Scopula ectopostigma
Scopula ectopostigma là một loài bướm đêm trong họ Geometridae.